# Florencio Castelló
Florencio Castelló Sánchez (Sevilla, 1905-Ciudad de México, 23 de agosto de 1986) fue un actor español, conocido por participar de la llamada Época de Oro del cine mexicano actuando junto a grandes personalidades del cine mexicano como Pedro Infante y Cantinflas. Generalmente interpretó papeles de español con acento andaluz.
Salió de España en 1936 huyendo de la guerra civil de su país, uniéndose a una compañía de teatro lírico en la que interpretaba obras andaluzas, la cual realizó una gira por toda Latinoamérica hasta que en 1939 llegó a México.
También se desempeñó como actor de doblaje, siendo conocido por dar la voz del gato Jinks en el doblaje de la serie de dibujos animados Pixie, Dixie y el gato Jinks de Hanna-Barbera, también utilizando su acento andaluz.

## Filmografía
- Ni sangre ni arena (1941)
- Dos mexicanos en Sevilla (1942)
- Seda, sangre y sol (1942) como Juanillo
- Simón Bolívar (1942) (no acreditado)
- Amanecer ranchero (1942)
- Dos corazones y un tango (1942)
- El verdugo de Sevilla (1942) como Pedro Luis
- ¡Así se quiere en Jalisco! (1942) como Curro de la Torre
- La virgen roja (1943)
- Maravilla del toreo (1943) como Curro
- Santa (1943) como Vallejo
- Mi reino por un torero (1944) como Florencio
- ¡Viva mi desgracia! (1944) como Mala Sombra
- Cruel destino (1944)
- Escándalo de estrellas (1944) como Manolete, director
- Cadetes de la naval (1945) como Andaluz
- Sierra Morena (1945)
- Palillo Vargas Heredia (1945)
- Sol y sombra (1946)
- La morena de mi copla (1946) como Fresquito
- ¡Qué verde era mi padre! (1947) como Don Castañuelas
- Los siete niños de Écija (1947)
- La fuerza de la sangre (1947)
- Chachita la de Triana (1947) como José, mayordomo
- El secreto de Juan Palomo (1947)
- Gángsters contra charros (1948) como Paquiro (no acreditado)
- Tía Candela (1948)
- El precio de la gloria (1949) como Caireles
- El charro del arrabal (1949) como Paquiro
- Un corazón en el ruedo (1950) como Florencio Narvaez
- Perdida (1950) como Matías
- Azahares para tu boda (1950) como Amigo español del tendero (uncredited)
- También de dolor se canta (1950) como Señor Isaac
- Una gitana en La Habana (1950)
- La marquesa del barrio (1951) como El Tortugo
- Puerto de tentación (1951)
- Especialista en señoras (1951) como Don Ángel
- Canasta uruguaya (1951) como Señor inventor
- Las locuras de Tin-Tan (1952) como Don Manuel
- Ahí viene Martín Corona (1952) como Serafín Delgado
- El enamorado (1952) como Serafín Delgado
- Sombrero (1953) como Mozo
- Gitana tenías que ser (1953) como Primo Tumbita
- Camelia (1954) como Don Jacinto
- Tú y las nubes (1955)
- El sultán descalzo (1956) como Don Pacorro
- La Faraona (1956) como José Jeromo
- Sueños de oro (1958) como Don Vicente
- El gran espectáculo (1958) como El Cascao
- A sablazo limpio (1958) como Faraón (no acreditado)
- México nunca duerme (1959)
- Dos corazones y un cielo (1959) como Director teatral español (no acreditado)
- La pandilla se divierte (1959)
- Las rosas del milagro (1960) como Fraile portero
- Viva la parranda (1960)
- El toro negro (1960) como Rafael
- Las canciones unidas (1960)
- Aventuras de Joselito y Pulgarcito (1960)
- Vacaciones en Acapulco (1961) como Don Venancio
- La chamaca (1961)
- El caballo blanco (1962) como Félix
- El centauro del norte (1962)
- La máscara roja (1962) como Cantinero (no acreditado)
- El ángel exterminador (1962)
- Matar o morir (1963)
- Los derechos de los hijos (1963)
- Torero por un día (1963) como Fondero
- El padrecito (1964) como Don Nicanor
- La gitana y el charro (1964) como Tío Curro
- Los tres calaveras (1965)
- Los tres mosqueteros de Dios (1967) como Señor Alonso (no acreditado)
- El pícaro (1967) como el Andaluz
- La casa de las muchachas (1969)
- Tápame contigo (1970)
- El águila descalza (1971) como Don Alejo
- Calzonzín inspector (1974)
- El santo oficio (1974) como Fray Lorenzo de Albornoz
- El albañil (1975) como Don Agri (no acreditado)
- Zona roja (1976)
- Cuartelazo (1977) como Banquero (no acreditado)
- El rediezcubrimiento de México (1979)
- El gran perro muerto (1981) como Rabanal
- El ánima de Sayula (1982)
- Piernas cruzadas (1984) como Mayordomo